# エニュレ (小惑星)
エニュレ (135268 Haigneré) は小惑星帯に位置する小惑星。ブルゴーニュのル＝クルーゾでフランスの天文学者ジャン＝クロード・メルラン(Jean-Claude Merlin) により発見された。
フランスの宇宙飛行士夫妻、ジャン＝ピエール・エニュレとクローディ・エニュレに因んで命名された。